# Baraize
Baraize település Franciaországban, Indre megyében. Lakosainak száma 357 fő (2022. január 1.). Baraize Bazaiges, Ceaulmont, Cuzion, Éguzon-Chantôme és Gargilesse-Dampierre községekkel határos.

## Népesség
A település népességének változása:
| Lakosok száma | 389  | 404  | 337  | 313  | 334  | 339  | 351  | 363  | 366  | 357  |
|               | 1968 | 1982 | 1990 | 2006 | 2013 | 2015 | 2017 | 2019 | 2020 | 2022 |